# Запорожский областной комитет КП Украины
Запорожский областной комитет КП Украины (укр. Запорізький обласний комітет Комуністичної партії України) — орган управления Запорожской областной партийной организацией КП Украины (1939—1991 годы).
Запорожская область образована 10 января 1939 года на части территории Днепропетровской области УССР. Центр — г. Запорожье.

## Первые секретари
- 27 февраля 1939—октябрь 1941 — Фёдор Семёнович Матюшин (январь—27 февраля 1939 — первый секретарь оргбюро ЦК КП(б)У по Запорожской области)
- июнь — июль 1942 — К. И. Мосиевич (1-й секретарь подпольного обкома, перешёл на сторону оккупантов)[1][2]
- 1943—30 августа 1946 — Фёдор Семёнович Матюшин
- 30 августа 1946—22 ноября 1947 — Леонид Ильич Брежнев
- 22 ноября 1947—июнь 1951 — Георгий Васильевич Енютин
- Июнь 1951—май 1952 — Илья Иванович Иванов
- Май 1952—декабрь 1957 — Антон Иванович Гаевой
- Декабрь 1957—16 августа 1962 — Владимир Владимирович Скрябин
- 16 августа 1962—январь 1963 — Алексей Антонович Титаренко
- Январь 1963—15 декабря 1964 (промышленный) — Алексей Антонович Титаренко
- Январь 1963—15 декабря 1964 (сельский) — Фёдор Яковлевич Мокроус
- 15 декабря 1964—24 марта 1966 — Алексей Антонович Титаренко
- 24 марта 1966—18 ноября 1985 — Михаил Николаевич Всеволожский
- 18 ноября 1985—22 октября 1988 — Анатолий Павлович Сазонов
- 22 октября 1988—5 октября 1990 — Григорий Петрович Харченко
- 5 октября 1990—26 августа 1991 — Валерий Иванович Малев